# Ștefan Haukler
Ștefan Haukler (Satu Mare, 9 marzo 1942 – Budapest, 23 novembre 2006) è stato uno schermidore rumeno, specialista del fioretto, vincitore di due medaglie di bronzo ai Campionati mondiali di scherma.